# Temnascus foresti
Temnascus foresti is een krabbezakjessoort uit de familie van de Peltogastridae. De wetenschappelijke naam van de soort is voor het eerst geldig gepubliceerd in 1951 door Boschma.